# 기젤라 오에리
기젤라 기기 오에리(Gisela "Gigi" Oeri, 1955년 11월 8일 ~ )는 스위스의 자선 사업가이자 독일-스위스 축구 의장으로, 스위스 슈퍼리그의 FC 바젤의 구단주이다.
독일 슈투트가르트 지방 출생으로 바젤의 제약 회사 F. 호프만-라 로슈 AG의 상속자인 안드레아스 오에리와 결혼하였고, 스위스의 여러 잡지에 따르면 스위스 1위의 부자이다.
자신이 소유한 구단 FC 바젤을 위해 많은 돈을 후원하였고, 영화 향수 생산에 1000만 스위스 프랑을 기부하는 등 자선 사업도 맹렬히 펼치고 있다.